# Rocket Queen feat. MCU/Rock Away
Rocket Queen feat. MCU/Rock Away（ロケットクイーン フィーチャリング エムシーユー/ロック アウェイ）は、日本の女性アイドルグループ、TEAM SHACHIのシングル。2019年10月2日にワーナーミュージック・ジャパンから発売された。チームしゃちほこから改名後初のシングルとなる。Rocket QueenのRAPにはKICK THE CAN CREWのMCUが、Rock Awayの演奏には元BEAT CRUSADERS、現THE STARBEMSの日高央と、TOTALFATのBuntaが参加。

## 概要
「Rocket Queen feat. MCU」には、楽曲アレンジのモチーフとして『ロックマン2 Dr.ワイリーの謎』「ワイリーステージ1」のBGM「Dr.WILY STAGE 1」が取り入れられており、正式にCAPCOMとのコラボレーションが展開された。2019年9月3日に「ロックマン」とのスペシャルコラボのプロモーションムービーを公開。9月12日の東京ゲームショウ2019特別ステージにおいて、コラボゲーム『ROCKMAN 20XX ～戦え!TEAM SHACHI～』の配信が発表された。
新潟・中越高等学校ブラスバンド部とのコラボレーションMVも同校校舎内で撮影された。

## 収録曲
1. Rocket Queen feat. MCU
  - 作詞：新藤晴一 / 作曲・編曲：本間昭光
2. Rock Away
  - 作詞：日高央 / 作曲・編曲：日高央
3. わたしフィーバー
  - 作詞：おかもとえみ / 作曲：ひろせひろせ / 編曲：CMJK・山森大輔
  - 映画「燃えよ!失敗女子」主題歌

### 通常盤A
1. レースのカーテンを揺らした（Live at 愛知・日本特殊陶業市民会館 2019.04.29）
2. 明け星（Live at 愛知・日本特殊陶業市民会館 2019.04.29）

### 通常盤B
1. プロフェッショナル思春期（Live at 愛知・日本特殊陶業市民会館 2019.04.29）
2. アイドンケア（Live at 愛知・日本特殊陶業市民会館 2019.04.29）

## ROCKMAN 20XX ～戦え!TEAM SHACHI～
2019年9月12日17時より無料配信されたスマートフォン用ブラウザゲーム。カプコン監修で『ロックマン2 Dr.ワイリーの謎』のキャラクターをベースにスーパーロボットと化したTEAM SHACHIの4人がDr.ワイリー AIの野望に立ち向かうという内容である。川村真司（Whatever Inc.）がクリエイティブディレクターとして本作品を手掛けた。
『ロックマン2 Dr.ワイリーの謎』の30年後という設定であり、ロックマンやワイリーナンバーズのロボットは老人の姿、Dr.ライトとDr.ワイリーはAIとして登場している。
本作品のBGMとして用いられている「Rocket Queen feat. MCU」のMVはゲームの攻略動画となっており、ゲーム攻略のヒントも隠されている。
縦画面表示によるプレイで、上半分はゲーム画面、下半分にはキャラ切り替えボタン、方向キー（左右）、攻撃ボタン、ジャンプボタンが表示される。TEAM SHACHIの4人はそれぞれ異なる特殊武器を持つ。
- NAO - シャチバスター
- YUZUKI - シャイニーナックル
- HARUNA - 手羽先シールド
- HONOKA - シャチドローン

2023年8月31日12時にゲームの配信が終了となった。配信期間中の総プレイ数は1,002,085回、クリア数は5,492回であり、クリア率は0.54％であった。